# یواس‌اس هایادیز (ای‌اف-۲۸)
یواس‌اس هایادیز (ای‌اف-۲۸) (به انگلیسی: USS Hyades (AF-28)) یک کشتی بود که طول آن ۴۶۹ فوت ۹ اینچ (۱۴۳٫۱۸ متر) بود. این کشتی در سال ۱۹۴۳ ساخته شد.